# 杜文傑
杜文傑（越南语：／；1827年—？），越南阮朝官員。
杜文傑是廣治道登昌縣碧羅總碧溪社（今屬廣治省東河市）人，明命八年（1827年）出生。嗣德十一年（1858年），杜文傑參加武鄉試，考中武舉人，後為京城水師左一衛九隊隊長率隊。嗣德二十一年（1868年），考中會試次中格，殿試考中第三甲同武進士出身，是該科第五名。